# Agulhas Negras (berg)
De Pico das Agulhas Negras (= 'Zwarte Naaldentop') is een berg in de Braziliaanse staat Rio de Janeiro. 
De berg ligt in de gemeente Itatiaia nabij de gelijknamige militaire academie en maakt deel uit van het hooggebergte Serra da Mantiqueira. Met een hoogte van 2792 meter is het de achtste hoogste berg van Brazilië en de hoogste van de staat Rio de Janeiro. Boven kan de temperatuur gedurende de wintermaanden tot onder het nulpunt dalen met vorstdagen tot gevolg. De berg omvat een gehucht en werd in 1856 voor het eerst beklommen.